# Lihou
Het eiland Lihou ligt voor de Franse kust van Bretagne
ten westen van Guernsey.
Lihou werd in januari 1995 gekocht door de Staten van Guernsey.
Op het eiland staat de ruïne van een klooster waarvan men denkt dat het
in de 12e eeuw is gesticht door Benedictijner monniken.
Vanwege de aanwezigheid van veel vogels en andere dieren is het eiland een
belangrijk natuurgebied.
Tijdens laag water wordt Lihou met Guernsey verbonden door een dam met daarop een
begaanbare weg.
Het enige huis op Lihou werd gedurende de Tweede Wereldoorlog door de
Duitse bezetters gebruikt als oefendoel voor zware artillerie.
Het is sindsdien herbouwd en doet nu dienst als accommodatie voor schoolgroepen
en wordt gebruikt voor educatieve doeleinden.